# Edward Sarul
Edward Sarul (Nowy Kościół, 16 novembre 1958) è un ex pesista polacco, medaglia d'oro nella prima edizione dei Campionati mondiali nel 1983 ad Helsinki.

## Palmarès
| Anno | Manifestazione   | Sede     | Evento         | Risultato | Misura  | Note |
| ---- | ---------------- | -------- | -------------- | --------- | ------- | ---- |
| 1977 | Europei juniores | Donec'k  | Getto del peso | 8º        | 16,32 m |      |
| 1982 | Europei          | Atene    | Getto del peso | 11º       | 19,19 m |      |
| 1983 | Mondiali         | Helsinki | Getto del peso | Oro       | 21,39 m |      |
| 1986 | Europei indoor   | Madrid   | Getto del peso | 5º        | 19,73 m |      |